# Jo Walton
Jo Walton (n. 1 decembrie 1964, Aberdare⁠(d), Țara Galilor, Regatul Unit) este o scriitoare și poetă galezo-canadiană de literatură de fantezie și science fiction. A câștigat premiul John W. Campbell pentru cel mai bun scriitor nou în 2002 și premiul World Fantasy pentru romanul ei Tooth and Claw în 2004. Romanul ei Ha'penny a câștigat Premiul Prometheus din 2008. Romanul ei Lifelode a câștigat Premiul Mythopoeic în 2010. Romanul ei Printre ceilalți a primit Premiul Nebula din 2011 pentru cel mai bun roman și Premiul Hugo din 2012 pentru cel mai bun roman; Printre ceilalți este unul dintre cele șapte romane care au fost nominalizate la premiile Hugo, Nebula Award și World Fantasy.

## Biografie
Walton s-a născut în Aberdare, în Valea Cynon din Țara Galilor. A studiat la școala Park School din Aberdare, apoi la școala secundară de fete Aberdare. A locuit un an în Cardiff și a studiat la Howell's School Llandaff, apoi și-a terminat educația la Oswestry School din Shropshire și la Universitatea din Lancaster. A locuit doi ani la Londra, apoi a locuit în Lancaster până în 1997. După aceea, s-a mutat în Swansea, unde a locuit până când s-a mutat în Canada în 2002.
Walton vorbește galeză, spunând: „Este a doua limbă a familiei mele de origine, bunica mea a fost un cunoscut cărturar și traducător galez, am studiat-o în școală de la cinci la șaisprezece ani, nu am nici o problemă cu pronunția."

## Carieră de scriitoare
Walton a scris de la 13 ani, dar primul ei roman nu a fost publicat decât în 2000. Înainte de aceasta, a fost publicată într-o serie de publicații de jocuri de rol, cum ar fi Pyramid, în mare parte în colaborare cu soțul ei de atunci, Ken Walton, cofondator al companiei de jocuri Cakebread &amp; Walton. Walton a fost, de asemenea, activ în fandomul științifico-fantastic online, în special în grupurile Usenet rec.arts.sf.written și rec.arts.sf.fandom. Poezia ei „The Lurkers Support Me in E-Mail” este citată pe scară largă, adesea fără numele ei atașat.
Primele sale trei romane, The King's Peace (2000), The King's Name (2001) și The Prize in the Game (2002) sunt toate de fantezie și au loc în aceeași lume, care se bazează pe Marea Britanie din timpul regelui Arthur și pe textul medieval irlandez Táin Bó Cúailnge. Următorul ei roman, Tooth and Claw (2003) a fost conceput ca un roman pe care Anthony Trollope l- ar fi putut scrie, dar mai degrabă despre dragoni decât despre oameni.
Farthing a fost primul ei roman științifico-fantastic, care are loc într-o istorie alternativă în care Regatul Unit a făcut pace cu Adolf Hitler înainte de implicarea Statelor Unite în al doilea război mondial. A fost nominalizat la Premiul Nebula, un premiul Quill, Premiul John W. Campbell Memorial pentru cel mai bun roman SF și  Premiul Sidewise. O continuare, Ha'penny, a fost publicată în octombrie 2007 de Tor Books, iar ultima carte a trilogiei, Half a Crown, a fost publicată în septembrie 2008. Ha'penny a primit Premiul Prometheus 2008 (împreună cu romanul lui Harry Turtledove The GladiatorThe Gladiator) and has been nominated for the Lambda Literary Award.
În aprilie 2007, Howard V. Hendrix a declarat că scriitorii profesioniști nu ar trebui niciodată să-și lanseze scrierile online gratuit, deoarece autorul ar fi ca un spărgător de grevă. Walton a răspuns la aceasta declarând ziua de 23 aprilie drept Ziua Internațională a Tehnicianului Pătat de Pixeli, o zi în care scriitorii care nu erau de acord cu Hendrix își puteau publica scrierile online în masă. În 2008, Walton a sărbătorit această zi postând mai multe capitole ale unei continuări neterminate a romanului Tooth and Claw - Those Who Favor Fire.
În 2008, Walton a început să scrie o coloană online pentru Tor.com, în special recenzii retrospective ale cărților mai vechi. O colecție a acestor postări de blog a fost publicată în What Make This Book So Great (2014).
Cartea ei, Printre ceilalți (2012), a câștigat mai multe premii, inclusiv Hugo și Nebula. Walton continuă să publice aproximativ un nou roman în fiecare an.

## Viață personală
Walton s-a mutat la Montreal, Quebec, Canada, după publicarea primului ei roman. Este căsătorită cu dr. Emmet A. O'Brien, născut în Irlanda. Are un copil, un fiu, Alexander, născut în 1990.

### Romane
- Tooth and Claw (nov. 2003, Tor Books, ISBN: 0-7653-0264-0) Won the World Fantasy Award.
- Lifelode (febr. 2009, NESFA Press,[21] ISBN: 1-886778-82-5)
- Printre ceilalți (ian. 2011, Tor Books ISBN: 978-0-7653-2153-4); Premiul Nebula pentru cel mai bun roman 2011, Premiul Hugo pentru cel mai bun roman 2012, nominalizare la Premiul World Fantasy pentru cel mai bun roman
- My Real Children (May 2014, Tor Books, ISBN: 9780765332653); Premiul Otherwise 2014,[22]  nominalizare la Premiul World Fantasy și la Premiul Aurora Award
- Lent (May 2019, Tor Books, ISBN: 9780765379061)
- Or What You Will (July 2020, Tor Books, ISBN: 9781250308993)

Seria Sulien
- The King's Peace (2000, Tor Books)
- The King's Name (dec. 2001, Tor Books, ISBN: 0-312-87653-X)
- The Prize in the Game (dec. 2002, Tor Books, ISBN: 0-7653-0263-2)

Trilogia Small Change
- Farthing (august 2006, Tor Books, ISBN: 0-7653-1421-5)
- Ha'penny (oct. 2007, Tor Books, ISBN: 0-7653-1853-9)
- Half a Crown (august 2008, Tor Books, ISBN: 978-0-7653-1621-9)

Trilogia Tesalia
- The Just City (ian. 2015, Tor Books, ISBN: 9780765332660)
- The Philosopher Kings (iunie 2015, Tor Books, ISBN: 9780765332677)
- Necessity (iulie 2016, Tor Books, ISBN: 9780765379023)

### Alte lucrări
- GURPS Celtic Myth (cu Ken Walton) (1995, pentru joc de rol)
- The End of the World in Duxford (1997),  poezie inspirată de povestirea lui Larry Niven -  Inconsistent Moon[23]
- Muses and Lurkers (2001, cărticică cu poezii, editor Eleanor Evans)
- Realms of Sorcery (cu Ken Walton) (2001, pentru joc de rol Warhammer Fantasy Role-Play)
- Sybils and Spaceships, cărticică cu poezii (2009, NESFA Press)
- What Makes This Book So Great,  colecție de eseuri și recenzii (2014, Tor Books, ISBN: 0765331934)
- Starlings, colecție de povestiri și poezii (2018, Tachyon Publications)
- An Informal History of the Hugos, colecție de eseuri și recenzii (2018, Tor Books)

### Povesti scurte
- "Sleeper" (2014, Tor.com)
- "Escape to Other Worlds with Science Fiction" (2009, Tor.com)
- "The Jump Rope Rhyme" (2017, Tor.com)
- "A Burden Shared" (2017, Tor.com)

### Eseuri
- "Story behind "Ha'Penny" by Jo Walton" (2013), în "Story Behind the Book : Volume 1"[24]

### Studii critice și recenzii ale operei lui Walton
- Killheffer, Robert K. J. (2001). „Review: The King's Peace”. F&SF. 100 (1): 29–36.
- Di Filippo, Paul. „Review: What Makes This Book So Great”. Barnes & Noble. Accesat în 30 decembrie 2019.